# یک مرد آبی
یک مرد آبی یک مجموعهٔ تلویزیونی محصول ایران در سال ۱۳۷۶ به کارگردانی محسن شاه‌محمدی است.

## بازیگران
- مریم سعادت
- حسین پاکدل
- بهمن گودرزی
- جهانگیر فروهر
- دریا براتیان
- سعید کیماسی
- علی وفادار
- فردوس کاویانی
- مصطفی طاری